# Maureen Caird
Maureen Caird, née le 29 septembre 1951 en Nouvelle-Galles du Sud, est une ancienne athlète australienne.
Caird a commencé l'athlétisme sous les instructions de June Ferguson, l'ancienne entraîneuse de la quadruple championne olympique Betty Cuthbert. Elle concourait dans plusieurs disciplines mais elle excellait surtout sur 80 m haies même si la concurrence au niveau national était déjà relevée avec Pam Kilborn.
Néanmoins, Caird réalisait de bonnes performances (même si c'était tout le temps derrière Kilborn) et elle a été sélectionnée pour les Jeux olympiques d'été de 1968 à Mexico. Âgée de 17 ans, elle était la plus jeune membre de la sélection australienne. Caird et sa rivale se qualifièrent pour la finale qui se courait sous la pluie. À la surprise de la plupart des observateurs, Caird franchit la ligne juste devant sa compatriote en établissant un nouveau record en 10 s 39. Cette victoire faisait d'elle la plus jeune championne olympique en athlétisme.
Après ce titre, Caird ne remporta plus de titres majeurs. Aux jeux du Commonwealth, elle termina deuxième derrière Kilborn sur 100 m haies (qui avait remplacé le 80 m haies). En 1972, sa tentative de défense de son titre s'acheva dès les séries.
Elle arrêta la compétition à 21 ans.

## Palmarès

### Jeux olympiques d'été
- Jeux olympiques d'été de 1968 à Mexico ( Mexique)
  -  Médaille d'or sur 80 m haies
- Jeux olympiques d'été de 1972 à Munich ( Allemagne de l'Ouest)
  - éliminée lors des séries sur 100 m haies
  - 6e en relais 4 × 100 m

### Jeux du Commonwealth
- Jeux du Commonwealth de 1970 à Édimbourg ( Écosse)
  -  Médaille d'argent sur 100 m haies